# La Protesta (Barcelona)
La Protesta fue un semanario político vinculado a los Sindicatos Libres y al jaimismo editado entre 1923 y 1926 en la ciudad española de Barcelona, durante el último año del régimen de la Restauración y los primeros años de la dictadura de Primo de Rivera. Reapareció entre 1930 y 1931.

## Historia
Apareció en abril de 1923 con el nombre de La Protesta Ciudadana (luego La Protesta) como sucesor del semanario jaimista radical La Trinchera. Llevaba por subtítulo «Semanario de batalla», con el lema «Radicalismo. Intransigencia. Nobleza. Sinceridad.»
Fue promovido, entre otros, por monseñor Pedro Lisbona Alonso, subdirector de El Correo Catalán y enemigo declarado del separatismo.
La Protesta, que según César Alcalá gozó de gran popularidad, estaba controlado por los Sindicatos Libres —aunque se proclamaba independiente— y ejercería la portavocía oficiosa de dichos sindicatos junto con su órgano oficial, Unión Obrera.
Según Cruz Seoane y Saiz García, el semanario era el medio de expresión de un carlismo proletario que evolucionaba hacia el fascismo. De acuerdo con Pérez de Olaguer, su primer director, Estanislao Rico Ariza, tendría un influjo destacado en el éxito del golpe de Estado de Primo de Rivera, predisponiendo favorablemente al mismo a la sociedad barcelonesa, que en aquella época sufría la violencia de la lucha de clases. Rico Ariza, que empleaba el seudónimo El Capitán Justicia, padecería amenazas constantes, y sus campañas tendrían resonancia nacional.
Otro de sus colaboradores destacados fue Ramón Gassió Bosch, quien desarrolló una intensa campaña contra el pistolerismo.
Domingo Farell accedió después a la dirección del semanario, siendo sucedido más tarde por Melchor Ferrer.

### Complot contra la dictadura
En 1925 Jaime de Borbón publicó un manifiesto contra la dictadura, lo que marcaba el final de la colaboración de los jaimistas con el régimen. Al año siguiente, una maniobra de Martínez Anido dejó los Sindicatos Libres totalmente a sus órdenes. Alrededor del semanario La Protesta se formó entonces un comité que conspiró contra la dictadura de Primo de Rivera, del que formaron parte Melchor Ferrer, Domingo Farell y otros tradicionalistas como Pedro Roma, Juan Bautista Roca Caball, Francisco Guarner, Miguel Zapater y Antonio Oliveras, que actuaron al margen de la dirección del partido jaimista.
En el complot se quiso implicar asimismo a los Grupos Esportivos Iberia (G.E.I.), dirigidos por Francisco Palau Rabassó, que militaba también en el jaimismo. Según el propio Palau, al enterarse de que iban «conchabados con Macià, Barriobero, la Lliga, Vidal y Barraquer», se negó a participar y advirtió a Roca que si sus grupos salían sería para «pasar a degüello a los grupos de Macià».
Cuando el gobierno descubrió el complot, se realizaron algunas detenciones, entre ellas la de Roca Caball, y el semanario La Protesta fue clausurado por el régimen.

### La Protesta (1930-1931)

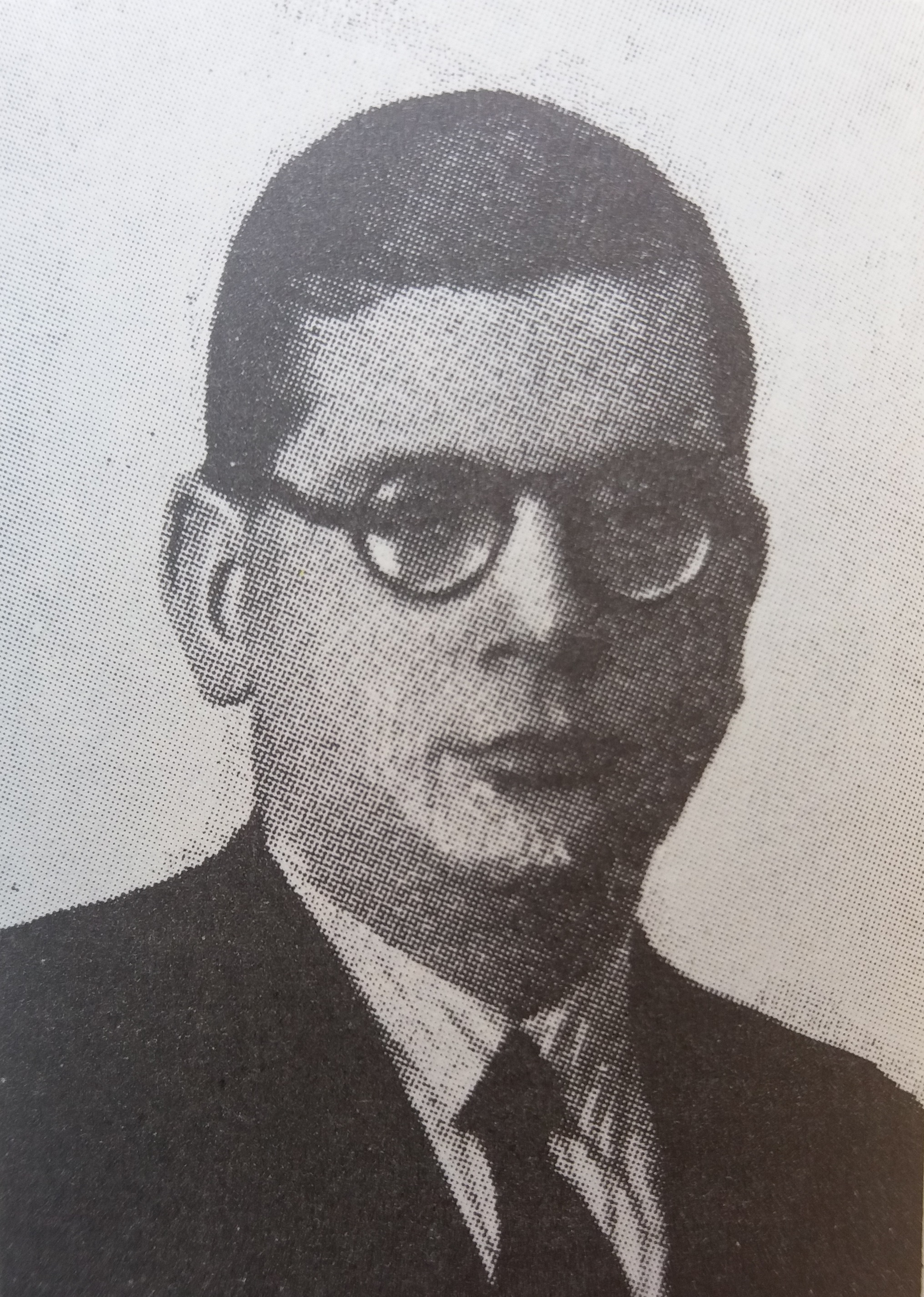
Estanislao Rico Ariza (1895-1936)

Tras la caída de la dictadura, en mayo de 1930 apareció un nuevo semanario con la cabecera de La Protesta dirigido por Estanislao Rico y con una redacción compuesta por tradicionalistas que habían colaborado con la dictadura y habían sido expulsados del jaimismo. De acuerdo con Colin M. Winston, este nuevo semanario, vinculado a los Sindicatos Libres, proclamó su fidelidad a Don Jaime, pero se distanció de la línea oficial del partido, afirmando sus redactores ser «guerrilleros» y no «soldados de una organización».
El jaimista Domingo Farell haría reaparecer ese mismo año La Trinchera —esta vez opuesta a los Libres— para contrarrestar a La Protesta. Durante varios meses, ambos semanarios proclamarían ser herederos del carlismo radical. Sus diferencias se manifestarían también en la cuestión regionalista. La Protesta, de orientación españolista, afirmó la necesidad de rebajar el tono autonomista, mientras que algunos jaimistas catalanes llegaron a hacer una propuesta de Estatuto de Cataluña.
Tras la proclamación de la Segunda República Española el 14 de abril de 1931, los Sindicatos Libres fueron prohibidos y disueltos y su fundador Ramón Sales tuvo que refugiarse en Francia. El órgano oficial de los Libres, Unión Obrera, dejó de publicarse, y la redacción de La Protesta fue asaltada por un grupo de militantes anarquistas. Algunos meses después Estanislao Rico Ariza fundó Reacción.